# Unonopsis peruviana
Unonopsis peruviana là loài thực vật có hoa thuộc họ Na. Loài này được R.E. Fr. miêu tả khoa học đầu tiên năm 1938.